# Parsons Gut
Parsons Gut (auch: Parson’s Ghut) ist ein so genannter ghaut (gut), ein ephemeres Gewässer ähnlich einer Fiumara, auf St. Kitts, im karibischen Inselstaat St. Kitts und Nevis.

## Geographie
Der Fluss entspringt mit zahlreichen Quellbächen im Norden von St. Kitts, im Hügelland am Fuße des Mount Liamuiga. Er verläuft nach Nordosten und mündet bald bei Parson’s Ground ins Karibische Meer, ganz in der Nähe zur Mündung des benachbarten Pogsons Gut.